# Jefferson County (Pennsylvania)
Jefferson County ist ein County im US-Bundesstaat Pennsylvania der Vereinigten Staaten. Bei der Volkszählung im Jahr 2020 hatte das County 44.492 Einwohner und eine Bevölkerungsdichte von 26 Einwohner pro Quadratkilometer. Der Verwaltungssitz (County Seat) ist Brookville.

## Geschichte
Jefferson County wurde am 26. März 1804 aus Lycoming County gebildet und nach US-Präsident Thomas Jefferson benannt.
14 Bauwerke und Stätten des Countys sind im National Register of Historic Places (NRHP) eingetragen (Stand 23. Juli 2018).

## Geographie
Das County hat eine Fläche von 1701 Quadratkilometern, wovon 4 Quadratkilometer Wasserfläche sind.

## Städte und Ortschaften

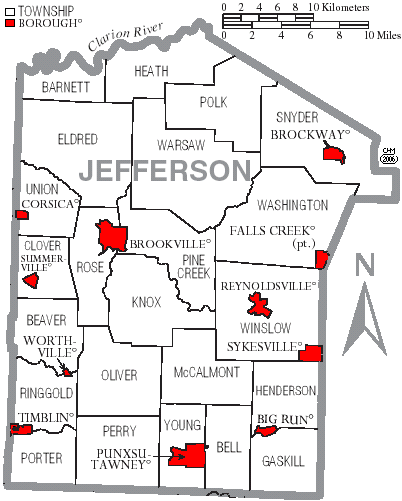
Karte des Jefferson Countys

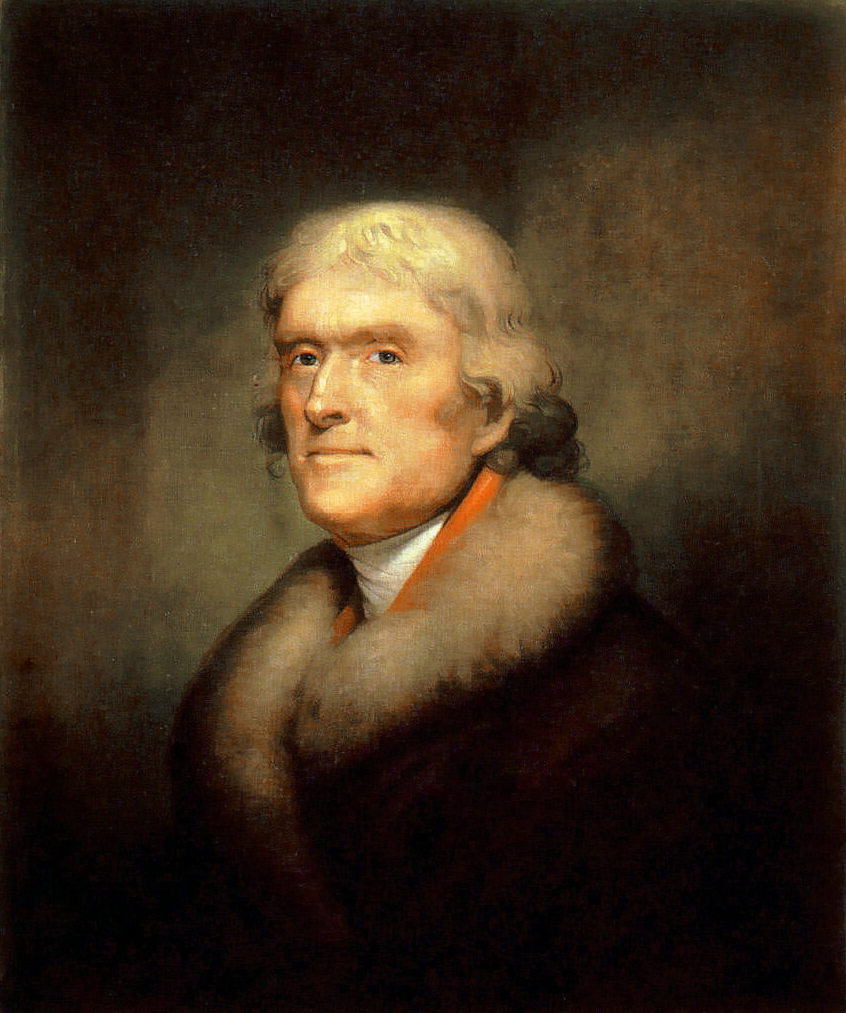
Thomas Jefferson

- Barnett Township
- Beaver Township
- Bell Township
- Big Run
- Brockway
- Brookville
- Clover Township
- Corsica
- Eldred Township
- Gaskill Township
- Heath Township
- Henderson Township
- Knox Township
- McCalmont Township
- Oliver Township
- Perry Township
- Pine Creek Township
- Polk Township
- Porter Township
- Punxsutawney
- Reynoldsville
- Ringgold Township
- Rose Township
- Snyder Township
- Summerville
- Sykesville
- Timblin
- Union Township
- Warsaw Township
- Washington Township
- Winslow Township
- Worthville
- Young Township